# Edifici del Banc d'Espanya (Alcoi)
L'edifici del Banc d'Espanya a Alcoi, que alberga el Centre cultural Mario Silvestre, també conegut com a Casa de la Cultura, està situat a l'avinguda País Valencià número 1 de la ciutat d'Alcoi (l'Alcoià), País Valencià.
És un edifici públic d'estil neoclàssic construït l'any 1927. La seua construcció va ser a càrrec de l'arquitecte madrileny José de Astiz Bárcena, l'asturià Luis Menéndez Pidal i Álvarez i l'alcoià Vicente Valls Gadea.

## Edifici
El banc d'Espanya va obrir la seua primera seu a Alcoi l'any 1884. L'especial puixança de la indústria alcoiana va fer necessària la seua obertura per al pagament de les nòmines dels obrers. Després de tenir diverses seus de caràcter temporal, en 1927 es va procedir a la construcció d'aquest edifici d'estil classicista. L'edifici albergaria la seu del Banc d'Espanya a Alcoi fins a l'any 1982.
Un dels arquitectes que va executar l'edifici, el madrileny José de Astiz Bárcena, va realitzar al seu torn l'edificació d'altres sucursals del Banc d'Espanya anteriors a la d'Alcoi, com la de València en 1917 i la de La Corunya en 1926. L'edifici és una mostra molt significativa de la importància econòmica i industrial d'Alcoi durant el segle xix i XX. Està situat en una de les avingudes principals de la ciutat.
La monumental columnata de la façana, la utilització de la pedra i la seua simetria li donen un aspecte solemne i monumental. L'edifici es mostra aliè a les avantguardes del seu temps, és una obra eminentment academicista, clàssica, això sí, amb algunes característiques mínimament modernistes.
L'any 1982 es va produir el tancament de la seu del Banc d'Espanya a Alcoi. L'entitat bancària estatal donaria a l'ajuntament local l'edifici per a la seua utilització com a centre cultural.
Posteriorment, va ser restaurat per la corporació municipal mitjançant una actuació respectuosa que va saber valorar la importància històrica i arquitectònica de l'edifici, per albergar la biblioteca pública municipal, l'arxiu municipal i sala d'exposicions culturals, l'ús de les quals és l'actual.